# Бел Бакл (Тенеси)
Бел Бакл (енгл. Bell Buckle) град је у америчкој савезној држави Тенеси.

## Демографија
По попису из 2010. године број становника је 500, што је 109 (27,9%) становника више него 2000. године.
| Група             | 2000.       | 2010.       |
| Белци             | 383 (98,0%) | 424 (84,8%) |
| Афроамериканци    | 8 (2,0%)    | 14 (2,8%)   |
| Азијати           | 0 (0,0%)    | 41 (8,2%)   |
| Хиспаноамериканци | 0 (0,0%)    | 16 (3,2%)   |
| Укупно            | 391         | 500         |